# Animantarx
Animantarx que significa "fortaleza viva" é um género de dinossauro anquilossauro nodossaurídeo que viveu no oeste da América do Norte durante o período Cretáceo Superior. Como outros nodossaurídeos, teria sido um herbívoro quadrúpede lento, coberto por uma armadura formada por escamas ósseas, porém sem a cauda em forma de clava presente em outros gêneros. O crânio media aproximadamente 10 polegadas (25 cm) de comprimento, o que sugere que o animal como um todo tinha mais de 10 pés (3 metros) de comprimento.
O nome do gênero é composto pelas palavras do latim animatus ( "vivo" ou "animado") e arx ("fortaleza"), referindo-se à sua natureza blindada. Em particular, o nome é uma referência a um comentário feito pelo paleontólogo R. S. Lull sobre os anquilossauros, que, "como uma fortaleza viva, estes animais devem ter sido praticamente inexpugnáveis ..."
A espécie-tipo é a única conhecida até agora, e chama-se A. ramaljonesi, uma referência a seu descobridor, Ramal Jones. Sua esposa, Carol Jones, foi a descobridora de uma espécie de dinossauro contemporânea ao Animantarx, a Eolambia.

## Descoberta e espécie

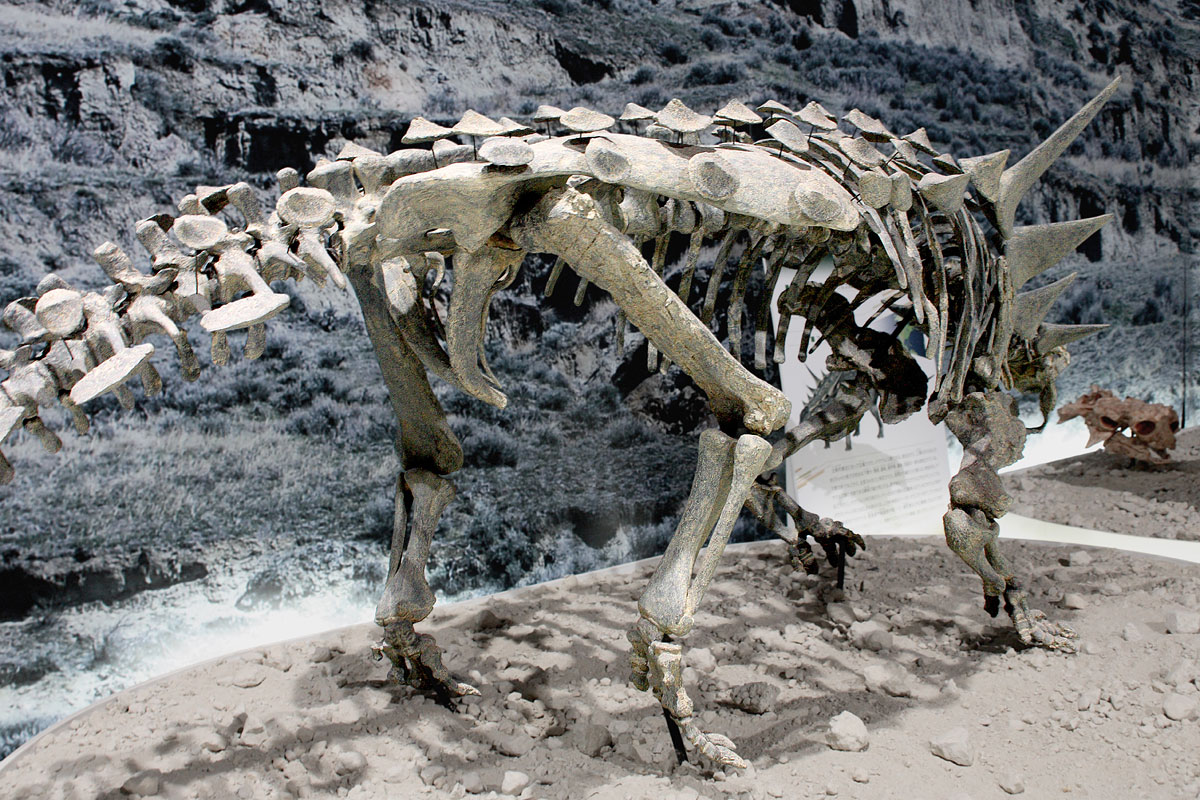
Esqueleto sob outro ângulo

Apenas um exemplar do Animantarx foi recuperado até agora. Seus restos incluem o maxilar inferior e a metade posterior do crânio, além de vértebras do pescoço e costas, e elementos de vários membros. O Animantarx é caracterizado por uma combinação única de características, incluindo um crânio altamente abobadado, chifres pequenos nos ossos pós-orbitais e quadratojugais, e uma mandíbula que só é blindada em metade de seu comprimento.
Estes restos fósseis foram descobertos no membro de Mussentuchit da Formação Cedar Mountain, na porção oriental do estado americano de Utah. Acredita-se que esta seção da formação é representa o final do Albiano e as fases iniciais do Cenomaniano, do Período Cretáceo Superior, ou cerca de 106 a 97 milhões de anos atrás. Pelo menos 80 outras espécies de vertebrados foram encontradas de Mussentuchit, incluindo peixes, rãs, lagartos, cobras, crocodilianos, dinossauros, aves e mamíferos, embora nem todos sejam suficientemente completas para permitir nomeação. Muitos grupos de dinossauros são representados por fósseis desta seção, incluindo carnívoros e vários tipos de herbívoros, como o Eolambia iguanodonte. A presença de animais aquáticos, como peixes e rãs, bem como o lamito em que os fósseis são encontrados, sugerem que esse era um ambiente de várzea..
Camadas anteriores na Formação Cedar Mountain contêm diferentes espécies de nodossauro. A camada mais antiga, conhecida como seção Yellow Cat, inclui a espécie Gastonia, enquanto as seções intermediárias Poison Strip e Ruby Ranch contêm restos que podem pertencer ao Sauropelta. O Mussentuchit, que é a seção mais recente, contém apenas o Animantarx. Embora ainda haja muita exploração a ser ser feita, esta divisão de espécies de nodossauro corresponde com a de outros grupos de dinossauros, e fornece embasamento para a hipótese de três faunas separadas haverem habitado a Formação. A fauna Mussentuchit inclui muitos taxa que podem ser de origem asiática, o que sugere um evento de dispersão ocorrido nessa época a partir da Ásia para a América do Norte.
É comum que fósseis desta região sejam ligeiramente radioativos, e, na realidade, restos de Animantarx foram descobertos após um exame radiológico da área realizado por Ramal Jones, que localizou um elevado nível de radioatividade em um determinado local. Escavações posteriores revelaram o esqueleto fóssil, cujos ossos não haviam sido expostos na superfície.

## Classificação
O Animantarx é universalmente considerado como um anquilossauro nodosaurídeo, embora suas relações precisas nessa família sejam incertas. A mais recente análise cladística da filogenia do anquilossauro não incluiu o Animantarx, embora os autores reconheçam o gênero como um nodossaurídeo Incertae sedis, por causa de suas saliências arredondadas supraorbitais e um "acromion em forma de maçaneta" na escápula. Dois estudos independentes classificaram o Animantarx como táxon irmão do Edmontonia dentro dos Nodossaurídeos.